# 奧庫洛夫卡區

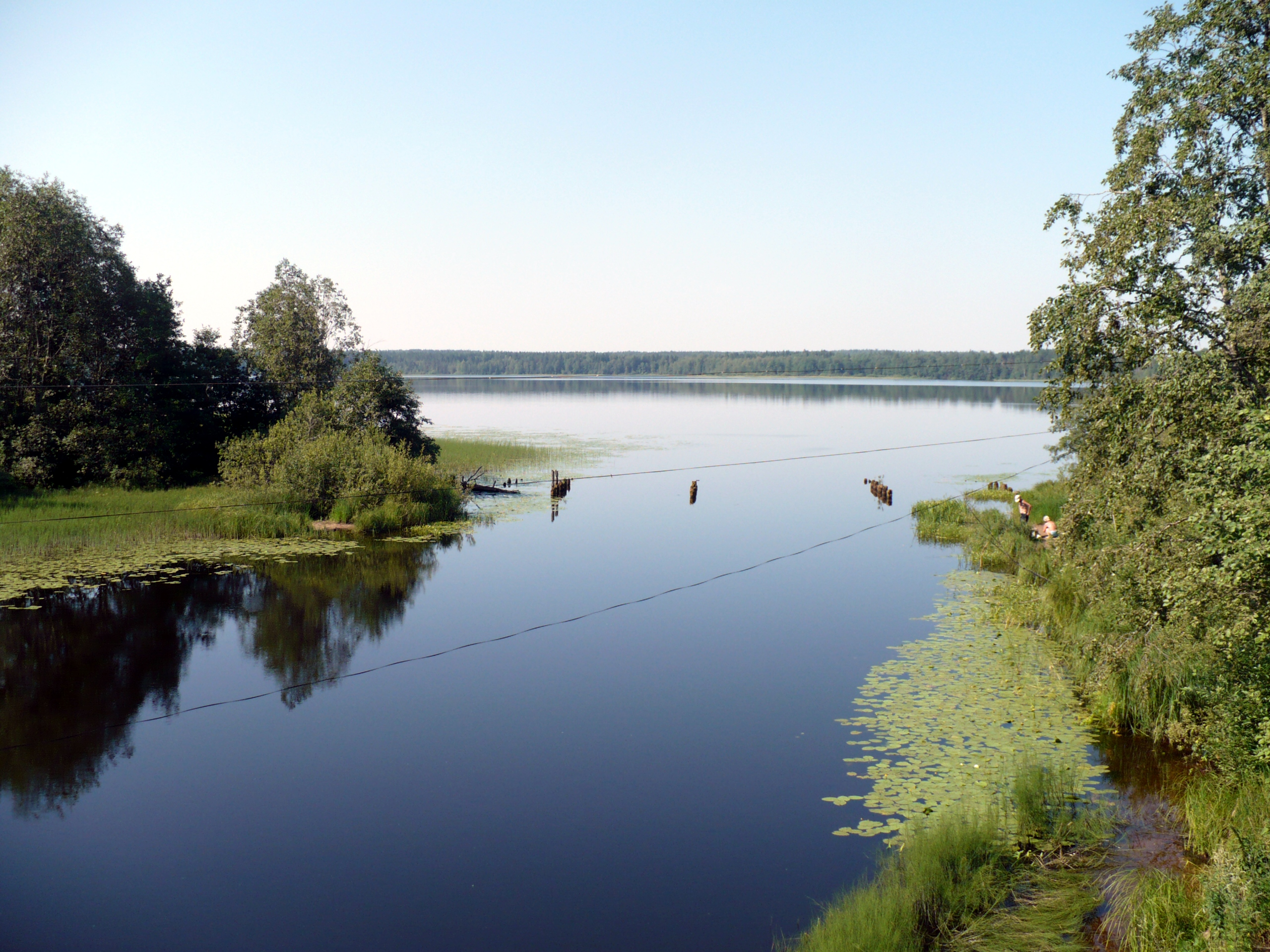

58°23′N 33°18′E / 58.383°N 33.300°E
奧庫洛夫卡區（俄语：Окуловский район），是俄羅斯的一個區，位於該國西北部，由諾夫哥羅德州負責管轄，始建於1927年10月1日，面積2,500平方公里，2010年人口25,808，人口密度每平方公里10.32人。